# Козинец, Самуил Максимович
Самуил Менделевич (Максимович, Моисеевич) Козинец (10 марта 1912, Речки, Виленская губерния, Российская империя — 1941) — советский футболист, защитник.
Играл в горьковском «Динамо». После матча 1/16 Кубка СССР 1936 года со «Сталинцем» был замечен ленинградской командой и до 1941 года играл в ней в дуэте с Сергеем Медведевым. Не обладал высокой скоростью и техникой, но был физически силён и отважен. На рубеже 1930—40 годов считался одним из лучших защитников Ленинграда.
Окончил ГОЛИФК им. Лесгафта (1939).
Погиб на фронте в начале Великой Отечественной войны.

## Достижения
- Финалист Кубка СССР: 1939.